# Ivor (strip)
Ivor is een Belgische stripreeks die begonnen is in 1985. Alle albums zijn geschreven en getekend door Zoran Vanjaka en uitgegeven door Le Lombard.

## Personageschets
Ivor is Zoran's bekendste stripheld, (latere reeksen zoals Max London en Alexis K hadden minder succes). Hij maakte zijn opwachting begin jaren 80 in Kuifje en Tintin. Hij diende voornamelijk als een soort van tegengewicht voor De Koene Ridder van François Craenhals en andere gelijkaardige ridder-strips uit die periode. Er zouden in totaal 5 albums verschijnen, waarnaast ook een 20-tal kortverhalen, waarvan 9 pas in 2014, in een 6de album werden gebundeld. Andere van deze kortverhalen (Hekserij, Vrije Doortocht en De Groene Hel) werden gepubliceerd binnen de collectie Super Kuifje.
In Ivor is het duidelijk dat het niet echt om een hoofse ridderroman gaat. Er zitten verscheidene elementen in, zoals de onmogelijke liefde van het hoofdpersonage voor een prinses (Deze doen bij momenten denken aan de liefde tussen Lancelot en Guinevere). Maar daar blijft het ook bij. Want in tegenstelling tot andere striphelden, zoals bv. De Rode Ridder (al leunt de strip qua genre en stijl dichter aan tegen Marvano's Red Knight), is Ivor geen ridder maar een huursoldaat. Hij vecht enkel tegen betaling en zo komt hij ook zijn prinses tegen. Wanneer blijkt dat zij eigenlijk zijn volgende opdracht is. Door zijn liefde voor haar, weigert hij zijn opdracht uit te voeren en wordt op zijn beurt vogelvrij verklaard.

## Albums
| Nummer | Titel                               |
| ------ | ----------------------------------- |
| 1      | De huurling                         |
| 2      | De dans van de clown                |
| 3      | Het eiland                          |
| 4      | Als een valk                        |
| 5      | Huurlingen gaan naar de hemel       |
| 6      | De Acrobaat & 8 andere kortverhalen |